# 아포칼립티카

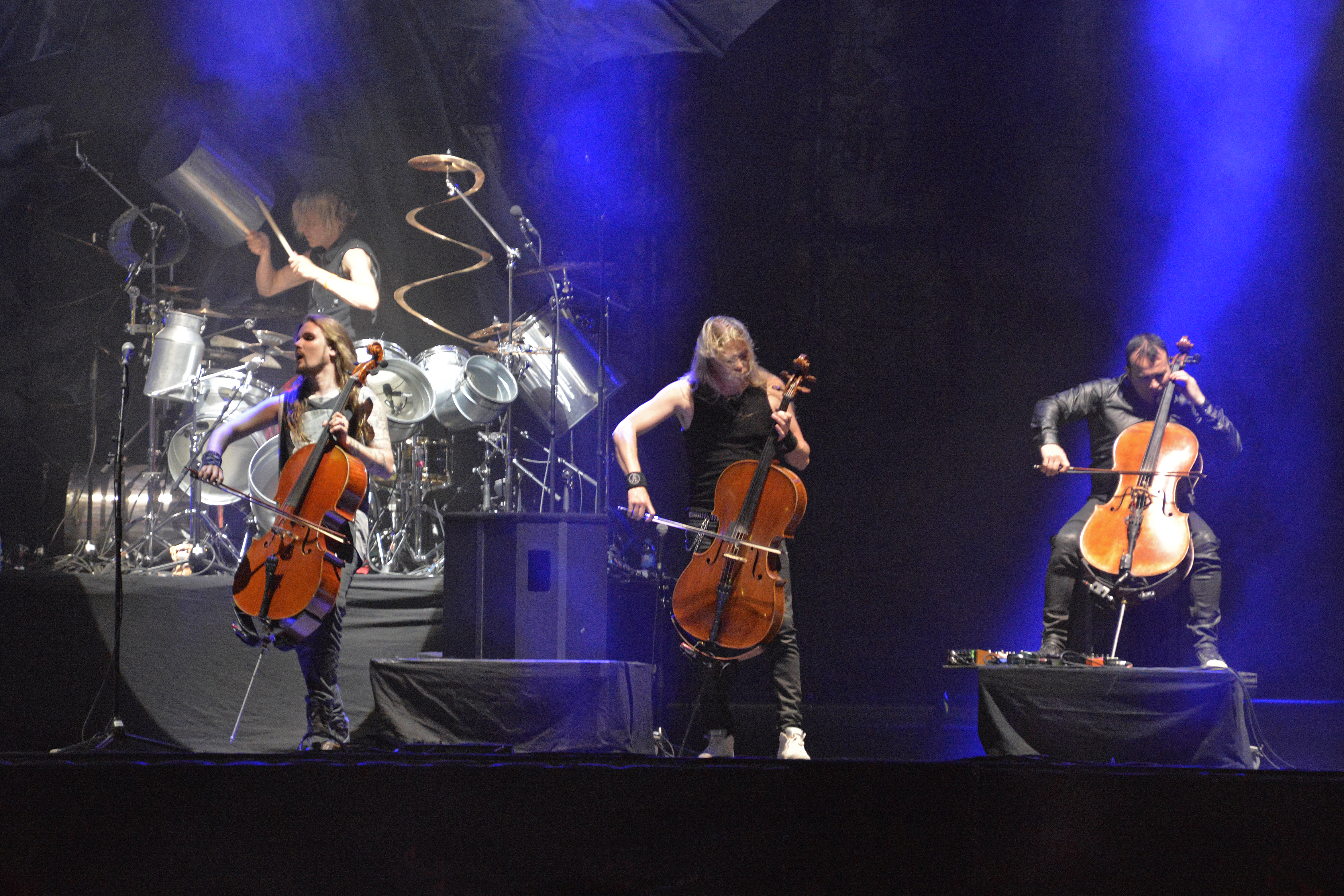
2017년 모습

아포칼립티카(Apocalyptica)는 1993년 결성된 헬싱키 출신의 핀란드의 심포닉 메탈 밴드이다. 셀리스트 Eicca Toppinen, Paavo Lötjönen, Perttu Kivilaakso, 그리고 재즈 드러머  Mikko Sirén으로 구성되어 있다. 원래 클래식 스타일의 메탈리카 밴드였으나 궁극적으로 전통 기타와 베이스를 사용하지 않는 네오클래시컬 메탈 스타일을 채택하였다. 오늘날까지 400만 장 이상의 음반을 판매하였다.

## 디스코그래피

### 스튜디오 음반
- Plays Metallica by Four Cellos (1996)
- Inquisition Symphony (1998)
- Cult (2000)
- Reflections (2003)
- Apocalyptica (2005)
- Worlds Collide (2007)
- 7th Symphony (2010)
- Shadowmaker (2015)
- Cell-0 (2020)
- Plays Metallica Vol. 2 (2024)